# 八熊
八熊（やぐま）は、愛知県名古屋市中川区にある町名。現行行政地名は八熊一丁目から八熊三丁目と八熊町。住居表示実施済み。八熊町には17の小字が設置されている。

## 地理
名古屋市中川区の北東部に位置する。八熊一丁目から三丁目は、南は幡野町・南八熊町、北は尾頭橋、西は荒江町、北東は尾頭橋通、東は熱田区新尾頭に接する。
八熊町は、町名整理未実施の僅かな地域に散在する。字円ケ後は名古屋市立八幡小学校の敷地に存在し、東と南に牛立町、西に八神町、北に八熊通が接する。字荒江・大池・笠取・島ノ山・津坂などはJR名古屋港線の廃線敷地に残存する。字上西越・下新田・下西越・中川新田などは中川運河の河川用地に残存する。字下脇は源通寺の敷地に残り、周囲を五女子町に接する。字三味越・下新谷などは、桑名街道の道路用地に残存している。

### 河川
- 堀川

### 字一覧
八熊町とその前身である八熊村の小字は以下の通り。消滅した字については背景色    で示す。
| 字                           | 字                       |
| ---------------------------- | ------------------------ |
| 荒江（あらえ）               | 池（いけ）               |
| 井桁畔（いげたぐろ）         | 石場（いしば）           |
| 円ケ後（えんかご）           | 大池（おおいけ）         |
| 沖ノ畑（おきのはた）         | 掛上り（かけあがり）     |
| 笠取（かさとり）             | 上新谷（かみしんたに）   |
| 上新田（かみしんでん）       | 上西越（かみにしごえ）   |
| 上村東（かみむらひがし）     | 上脇（かみわき）         |
| 木場畔（きばぐろ）           | 五反田（ごたんだ）       |
| 五升田（ごしょうだ）         | 五女子西（ごにょしにし） |
| 小屋畑（こやはた）           | 小山（こやま）           |
| 三味越（さみごえ）           | 三反田（さんたんだ）     |
| 島ノ山（しまのやま）         | 下新谷（しもしんたに）   |
| 下新田（しもしんでん）       | 下西越（しもにしごえ）   |
| 下脇（しもわき）             | 瀬戸畑（せとはた）       |
| 団兵衛（だんべえ）           | 津坂（つさか）           |
| 出郷（でごう）               | 寺田（てらだ）           |
| 苗田（なえた）               | 中街道（なかかいどう）   |
| 中川新田（なかがわしんでん） | 長町（ながまち）         |
| 西石場（にしいしば）         | 西越（にしこし）         |
| 二女子境（ににょしさかい）   | 二本杁（にほんいり）     |
| 野畔（のぐろ）               | 畑代（はたしろ）         |
| 東荒江（ひがしあらえ）       | 東起（ひがしおこし）     |
| 東脇（ひがしわき）           | 古海道（ふるかいどう）   |
| 南荒江（みなみあらえ）       | 村東（むらひがし）       |
| 柳島（やなぎしま）           | 柳原（やなぎはら）       |
| 横枕（よこまくら）           | 割田（わりた）           |
| 割田東（わりだひがし）       |                          |

## 歴史

### 町名の由来
五女子村と二女子村の合併により成立した愛知郡八熊村を前身とする。五女子村の氏神である八剱社と、二女子村の氏神である熊野神社の頭字を合わせたものである。
八熊村は名古屋市編入後に八熊町となるが、八熊町は町名整理によりほとんどが他の町名に編入された。現行の八熊一丁目から三丁目は、大部分が江戸期まで五女子村であった地域の一部にあたる。

### 行政区画の変遷

#### 八熊町
- 1878年（明治11年）12月28日 - 愛知郡二女子村および同郡五女子村が合併し、同郡八熊村が成立[2]。
- 1889年（明治22年）10月1日 - 合併により愛知郡八幡村大字八熊となる[2]。
- 1921年（大正10年）8月22日 - 合併により名古屋市南区八熊町となる[2]。
- 1928年（昭和3年）3月15日 - 中区露橋町の一部を編入する[2]。
- 1937年（昭和12年）10月1日 - 中川区に編入され、同区八熊町となる[2]。
- 1939年（昭和14年）12月15日 - 一部が中村区に編入され、同区八熊町が成立[2]。
- 1944年（昭和19年）2月11日 - 中村区八熊町が中川区八熊町に編入され消滅[2]。

その他、中川区八熊通・石場町・清川町・応仁町・八神町・五女子一丁目・五女子二丁目・柳川町・八熊一丁目・八熊二丁目・八熊三丁目・八幡町・川並町・南八熊町・明野町・荒江町・長町・畑代町・尾頭橋一丁目・尾頭橋二丁目・八千代通・八島町・尾頭橋通・牛立町・幡野町・小山町・広川町・露橋二丁目・露橋町、中村区笈瀬町にそれぞれ編入されている。
- 2002年（平成14年）5月27日 - 一部を尾頭橋三丁目・八熊三丁目へ編入[WEB 6]。

#### 八熊一丁目～八熊三丁目
- 1981年（昭和56年）9月6日 - 中川区八熊一丁目が尾頭橋通・長町・八熊町・西古渡町・八熊通・八千代通の各一部、八熊二丁目が畑代町・八熊町・八熊通・八千代通の各一部、八熊三丁目が小山町・畑代町・八熊町・八熊通の各一部によりそれぞれ成立する[3]。
- 2002年（平成14年）5月27日 - 八熊町の一部（字小山の全域および字荒江・津坂の各一部）を三丁目へ編入[WEB 6]。

## 世帯数と人口
2019年（平成31年）2月1日現在の世帯数と人口は以下の通りである。
| 丁目       | 世帯数    | 人口    |
| ---------- | --------- | ------- |
| 八熊一丁目 | 419世帯   | 743人   |
| 八熊二丁目 | 524世帯   | 1,076人 |
| 八熊三丁目 | 294世帯   | 523人   |
| 計         | 1,237世帯 | 2,342人 |

## 学区
市立小・中学校に通う場合、学校等は以下の通りとなる。また、公立高等学校に通う場合の学区は以下の通りとなる。
| 丁目       | 番・番地等 | 小学校               | 中学校               | 高等学校 |
| ---------- | ---------- | -------------------- | -------------------- | -------- |
| 八熊一丁目 | 全域       | 名古屋市立八熊小学校 | 名古屋市立山王中学校 | 尾張学区 |
| 八熊二丁目 | 全域       | 名古屋市立八熊小学校 | 名古屋市立山王中学校 | 尾張学区 |
| 八熊三丁目 | 全域       | 名古屋市立八熊小学校 | 名古屋市立山王中学校 | 尾張学区 |

## 施設

### 八熊一丁目

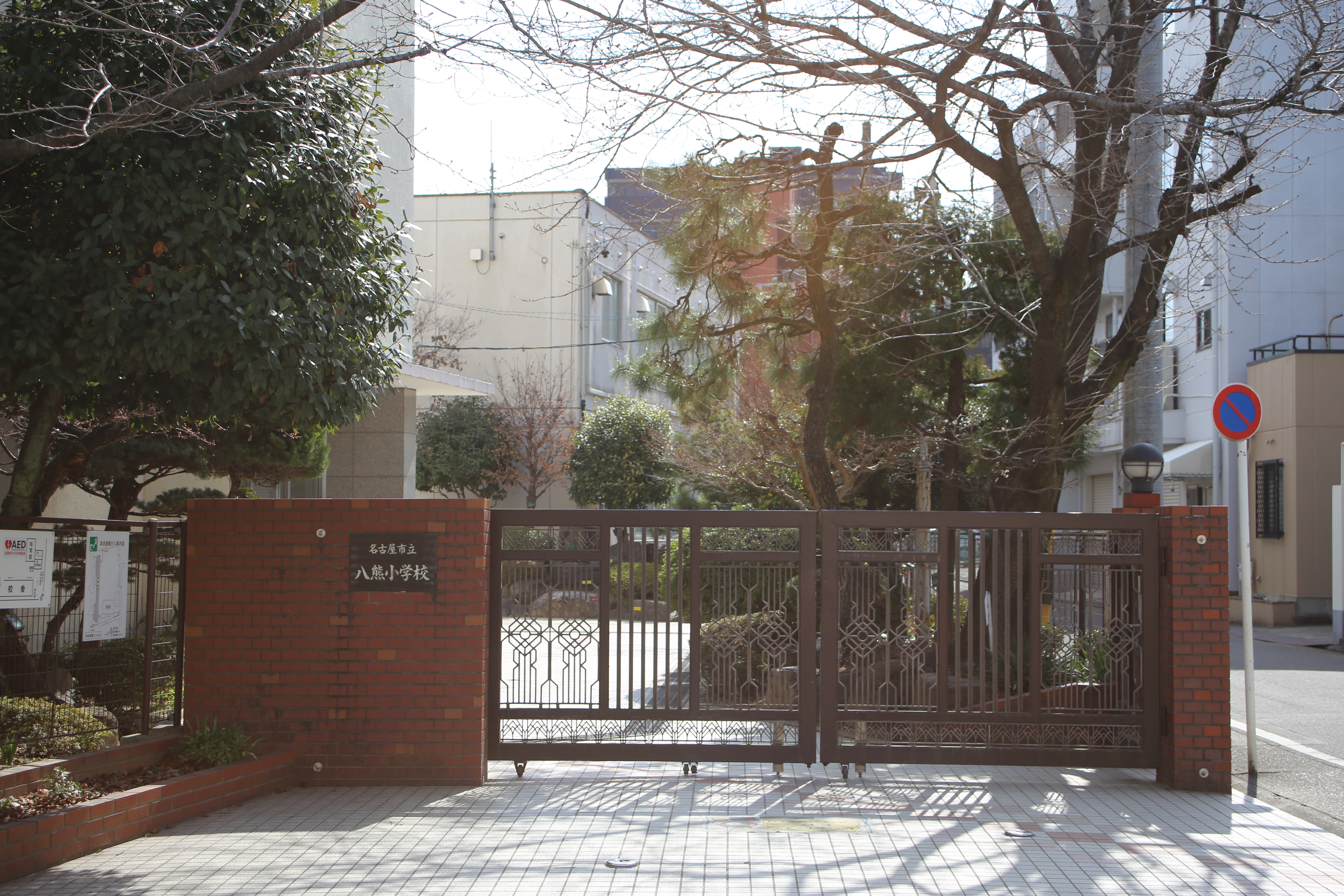
名古屋市立八熊小学校
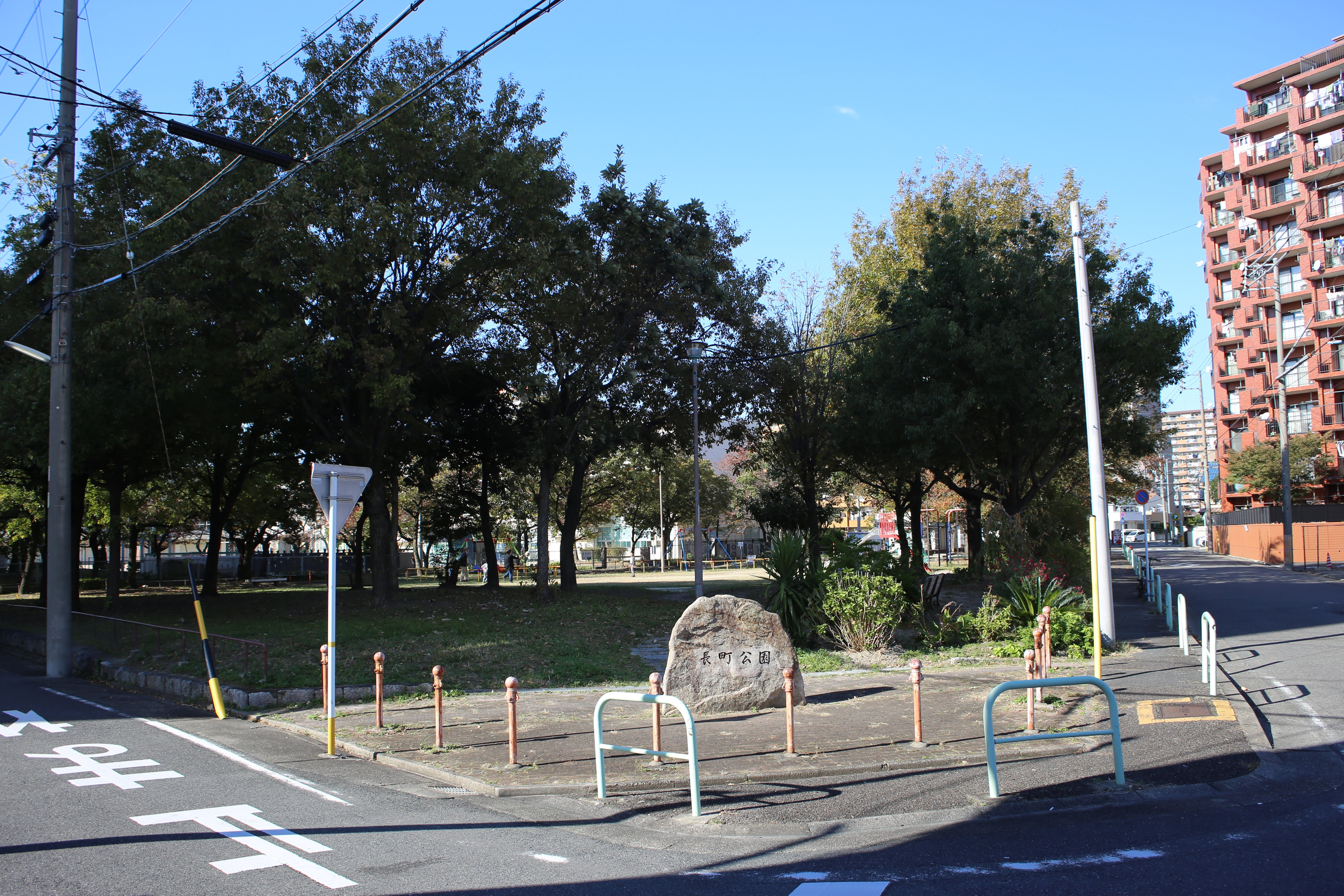
長町公園

- 名古屋市立八熊小学校
- 長町公園

### 八熊二丁目
- あいち銀行尾頭橋支店
- あいち銀行八熊支店
- 八熊公園

### 八熊三丁目
- 名古屋八熊郵便局
- ウシヒロ 八熊店

## その他

### 日本郵便
- 郵便番号 : 454-0013[WEB 2]（集配局：中川郵便局[WEB 9]）。